# 物部神道
物部神道（もののべしんとう）是以『先代舊事本紀大成經』的思想為基礎的神道。也稱大成經神道，是調和神・儒・佛的神道。

## 概要
物部神道之稱據說源自『大成經』中的物部連獲小子，聖德太子為其講授神教；一說源自獲得了十種神寶的饒速日命，其為物部氏之祖。
『大成經』據說是由聖德太子所編纂。天和2年（1682年），被幕府認定為偽書而成為禁書，因而秘密的流通，影響了垂加神道。但是，物部神道在禁書事件後，未見發展。

## 關連項目
- 物部氏